# Charles Marie Denys de Damrémont
Pour les articles homonymes, voir Damrémont (homonymie).
Charles Marie Denys, comte de Damrémont, né le 8 février 1783 à Chaumont et mort le 12 octobre 1837 lors du siège de Constantine, est un officier français de l'Empire devenu général sous la Restauration, gouverneur général de l'Algérie en 1837.

## Biographie
Fils d'Antoine Denys, écuyer, seigneur du fief de Damrémont, lieutenant du Roy en la ville de Chaumont, commissaire provincial des guerres, employé en Champagne, et de dame Marie Henriette Hannaire de Viéville.

### L'Empire
Admis à l'École militaire de Fontainebleau le 16 mai 1803, il en sort en 1804 pour rejoindre comme sous-lieutenant le 12e régiment de chasseurs à cheval. Breveté lieutenant en 1807, il devient aide-de-camp du général Defrance.
Il participe aux campagnes de 1806 et 1809 en Prusse et en Dalmatie, à celles de 1811 et 1812 en Espagne et au Portugal, enfin à celles de 1813 et de 1814 en Allemagne et en France. Alors aide de camp du maréchal Marmont, il signe la capitulation de Paris en 1814.
Pendant les Cent-Jours il est nommé colonel.

### La Restauration
Resté sous les ordres de Marmont durant les Cent-Jours, quand vient la Restauration il ne tarde pas à être placé à la tête de la légion de la Côte d'Or qui deviendra le 11e régiment d'infanterie de ligne en 1820.
Promu le 25 avril 1821 au grade de maréchal de camp, il est appelé en 1823 à un commandement dans le 5e corps de l'armée des Pyrénées. De 1823 à 1829 il est successivement employé comme inspecteur de l'infanterie, membre de la commission de révision des manœuvres de la même arme et attaché à une ambassade extraordinaire en Russie.
Il est nommé grand officier de la Légion d'honneur le 15 septembre 1827.
En 1830 il fait partie de l'expédition d'Alger commandée par le général de Bourmont ; lui-même commande une brigade d'infanterie et est ainsi l'un des premiers à prendre possession de cette terre.

### La monarchie de Juillet
Le 13 décembre de la même année il est élevé au grade de lieutenant-général.
Après son retour en France il est appelé le 6 février 1832 à prendre le commandement de la  8e Division militaire. Il est nommé pair de France le 15 septembre 1835.

### L'Algérie (1837)
Le 12 février 1837 le roi le nomme « gouverneur général des possessions françaises dans le nord de l'Afrique », à la suite de l'échec du général Clauzel en 1836 devant Constantine, encore aux mains d'Ahmed Bey.
Ses actions militaires en Algérie sont marquées par une incroyable cruauté, d'innombrables crimes de guerre et destructions de villages.
Le 1er octobre 1837 a lieu la deuxième expédition de Constantine, dirigée par le général Damrémont et le duc de Nemours. Ce dernier passe la Seybouse à la tête de trois brigades. L'armée prend position sous les murs de la ville de Constantine le 6 octobre ; une brèche ouverte le 11 est rendue praticable le 12 ; l'assaut est donné avec succès le 13 au matin.
Mais le général Damrémont est tué par l'ennemi dès le 12, mortellement touché par un boulet alors qu'il se rendait à la batterie de brèche.
Il est inhumé à l’hôtel des Invalides. Lors de sa messe funéraire est joué pour la première fois le Requiem de Berlioz,.
Il laisse une veuve, fille du général Baraguey d'Hilliers, et deux enfants, Auguste Louis Charles (né le 11.12.1819 à Paris, mort le 09.12.1897 à Guéret) et Henriette Françoise Clémentine (née à Paris le 11.03.1824, morte le 24.01.1898 à Saint-Manvieu-Norrey).

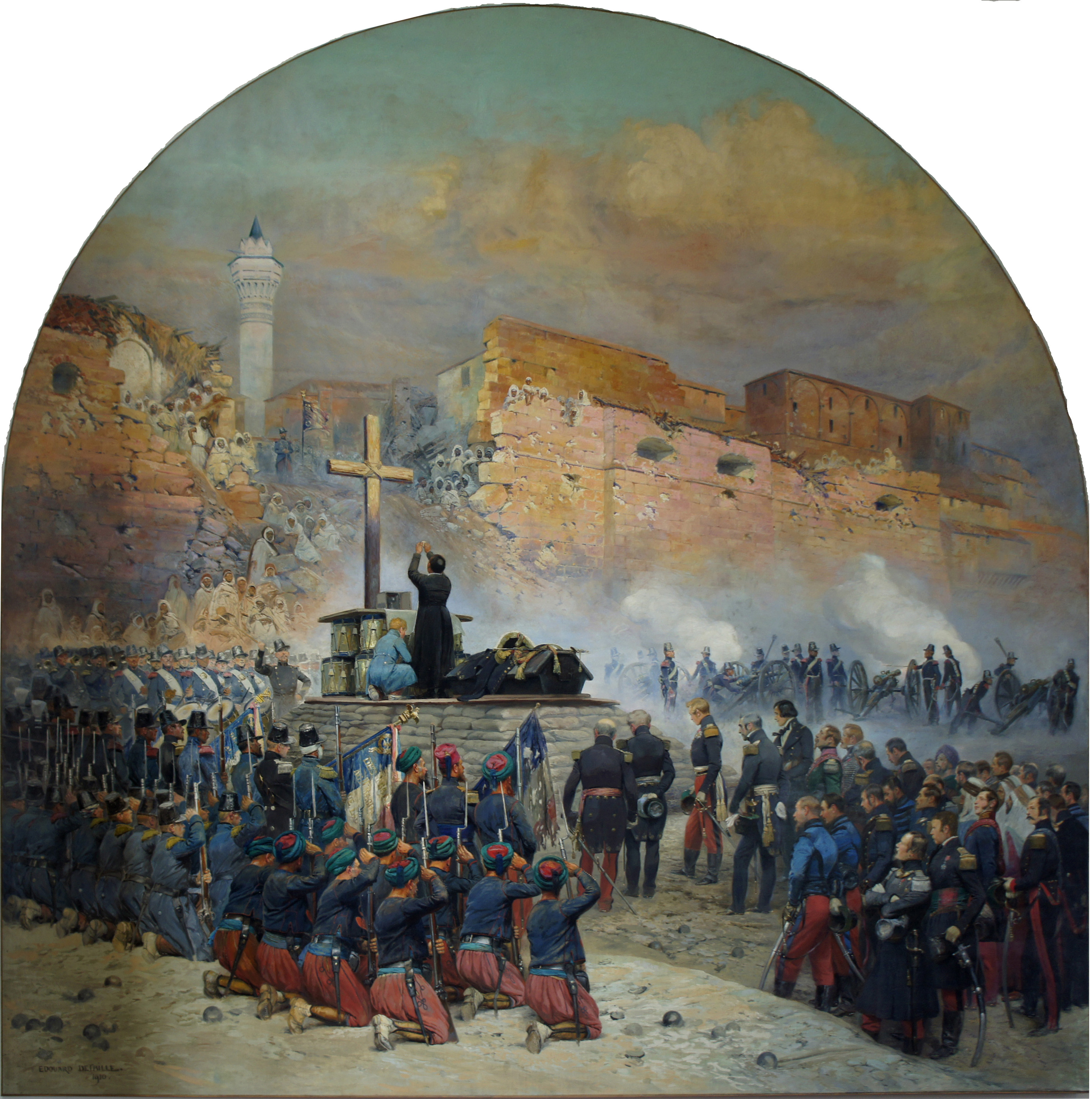
Les obsèques du comte de Damrémont devant Constantine par Édouard Detaille.
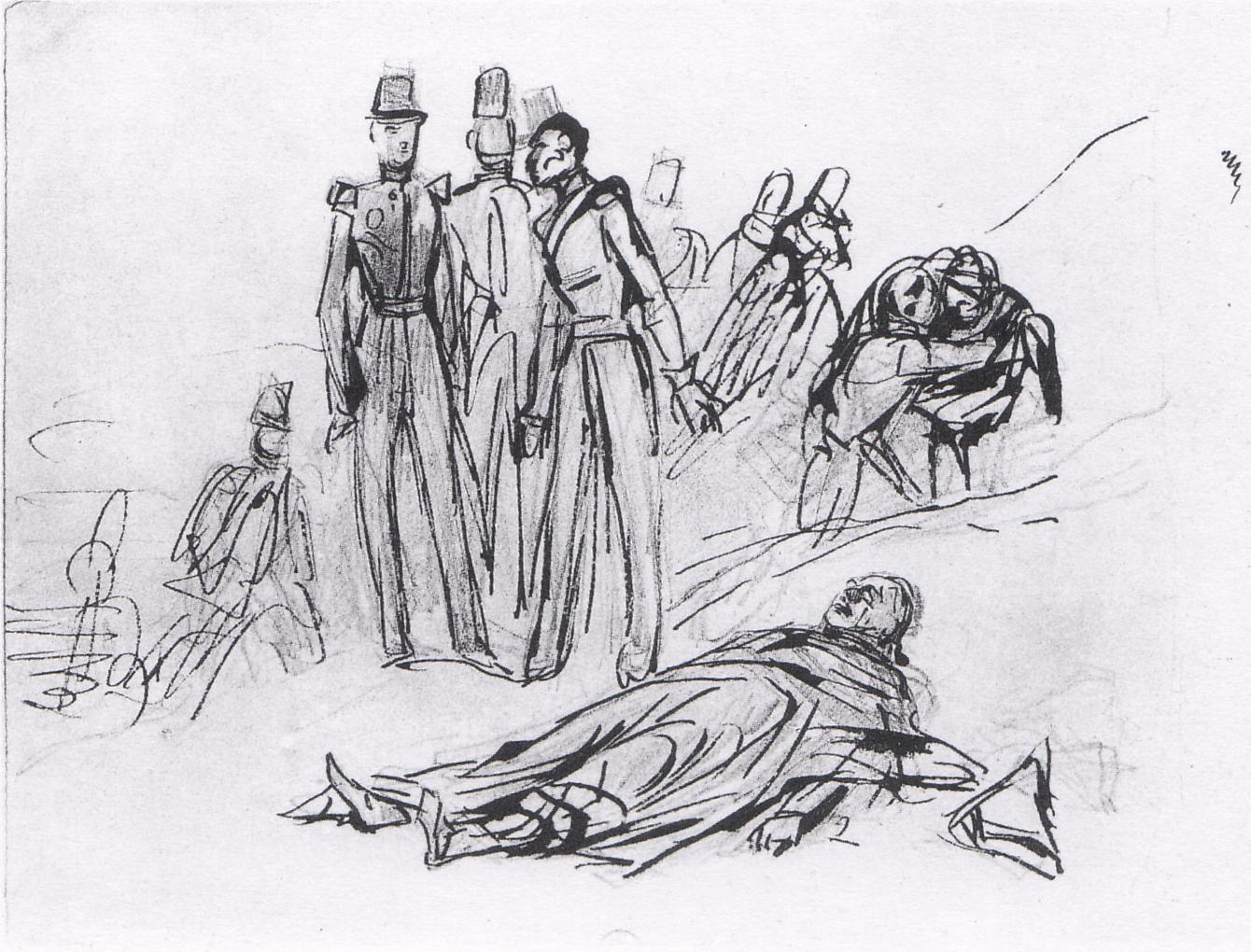
La mort du général Damrémont. Esquisse par Auguste Raffet.
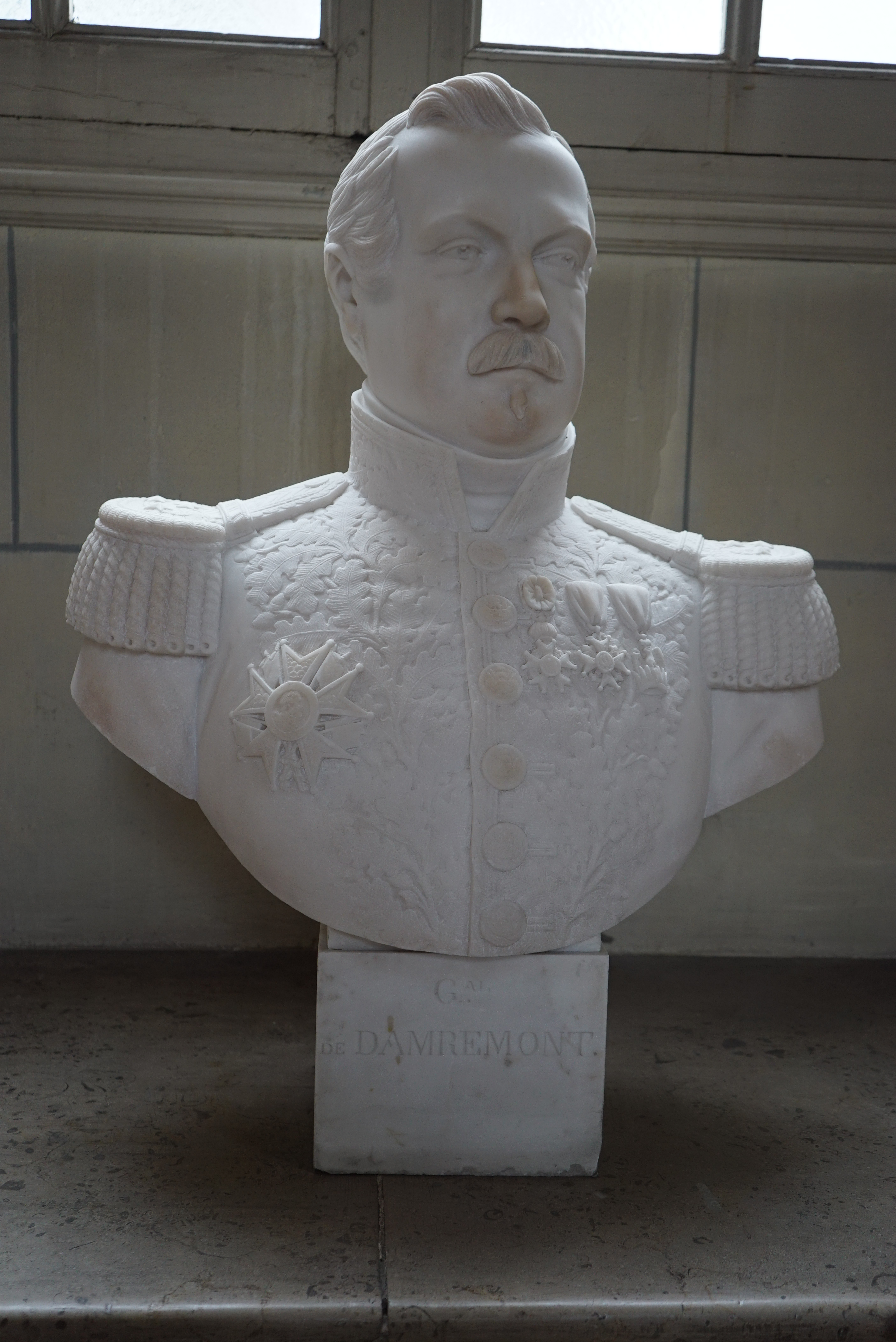
Son buste en mairie de Chaumont.

## Hommages
- Damrémont, une ancienne commune française des départements d'Algérie (actuelle Hamadi Krouma) est nommée ainsi en 1844 en souvenir des actions du gouverneur en Algérie[5] ;
- rue Damrémont, rue du 18e arrondissement de Paris ;
- villa Damrémont, voie privée du 18e arrondissement de Paris ;
- rue Damrémont, rue du centre-ville de Nantes ;
- quartier Damrémont, rive gauche de la Liane à Boulogne-sur-Mer ;
- rue Damrémont, dans le quartier Damrémont à Boulogne-sur-Mer ;
- rue Damrémont, dans le quartier de Kergoat à Brest ;
- caserne Damrémont à Chaumont (Haute-Marne).